# Ханов, Айрат Мидхатович
Айрат Мидхатович Ханов (род. 14 июня 1966, Аскино, Башкирская АССР) — российский онколог, предприниматель в области медицины, преподаватель высшей школы. Доктор медицинских наук, профессор кафедры онкологии БГМУ.
Генеральный директор ООО «Профилактическая медицина», председатель правления НП «Организация частной системы здравоохранения Республики Башкортостан» (г. Уфа), руководитель ООО «Кардио-неврологический центр». Председатель комитета по здравоохранению и медико-биологическим технологиям торгово-промышленной палаты Республики Башкортостан.
После окончания клинической ординатуры и целевой очной аспирантуры при БГМУ работает на кафедре онкологии с 1994 года. С 2002 года — профессор кафедры онкологии с курсом ИПО БГМУ.

## Образование
- 1983, Аскинская средняя школа, золотая медаль[1]
- 1989, лечебный факультет Башкирского государственного медицинского института.
- Кандидат медицинских наук с 1994 года
- Доктор медицинских наук с 2001 года[2].

## Научные работы
Автор более 115 публикаций, из них 43 по проблеме вторичной профилактики и ранней диагностики рака молочной железы, 1 монографию. Соавтор учебника «Онкология», рекомендованного УМО по медицинскому и фармацевтическому образованию ВУЗов России в качестве учебника для студентов медицинских ВУЗов, соавтором электронных изданий «Онкология-2002» и «Онкология v.1.1», и мультимедийного учебника для студентов медицинских ВУЗов.